# Calgarian
Die Calgarian war ein 1914 in Dienst gestellter Ozeandampfer der britisch-kanadischen Reederei Allan Line, der im nordatlantischen Passagier- und Frachtverkehr zwischen Großbritannien und den USA eingesetzt wurde. Sie und ihr baugleiches Schwesterschiff Alsatian waren die größten Schiffe ihrer Reederei und die letzten, die für die Allan Line gebaut wurden. Sie waren die größten Dampfer, die zu ihrer Zeit den Sankt-Lorenz-Strom kreuzten. Nach nur fünf Überfahrten wurde die Calgarian für den Kriegsdienst eingezogen und als bewaffneter Hilfskreuzer (Armed Merchant Cruiser) verwendet. 1918 wurde das Schiff vor der Nordküste Irlands von einem deutschen U-Boot versenkt.

## Kurze Zeit als Passagierschiff
Das 17.521 Bruttoregistertonnen (BRT) große Dampfschiff Calgarian wurde 1912–13 auf der Schiffswerft Fairfield Shipbuilding and Engineering Company in Glasgow gebaut. Sie sollte den Anforderungen der British Corporation Registry of Shipping, des Board of Trade und der kanadischen Einwanderungsbestimmungen entsprechen. Die 173,37 Meter lange und 21,43 Meter breite Calgarian lief am 19. April 1913 vom Stapel und wurde Anfang des Jahres 1914 fertiggestellt. Sie hatte ein identisches Schwesterschiff, die Alsatian (18.485 BRT), die kurz vor ihr fertiggestellt wurde. Die beiden modernen Transatlantikdampfer waren die größten und luxuriösesten Schiffe, die die Allen Line je in Dienst stellte und zugleich die letzten, bevor die Reederei 1917 Teil der Canadian Pacific Steamship Company wurde. Beide Schiffe hatten ein Heck, das an Kreuzfahrtschiffe erinnerte. Ihre Ruder waren jedoch unterschiedlich.
Im Sommer sollte die Calgarian die Route Liverpool–Quebec–Montreal und im Winter die Route Liverpool–Halifax–Saint John bedienen. Die Calgarian hatte zwei Masten, zwei Schornsteine, acht Decks und vier Schiffsschrauben. Sie konnte bis zu 18 Knoten Fahrt machen. Sie war mit Apparaturen für drahtlosen Funkverkehr und zum Aufspüren von U-Booten ausgerüstet. Zur Sicherheitsausrüstung gehörten 17 reguläre Rettungsboote und 28 weitere Boote der Marke Engelhardt.
In den Passagierunterkünften konnten 280 Reisende der Ersten, 500 der Zweiten und 900 der Dritten Klasse unterkommen. Die Passagierkabinen waren mit Heizungs- und Lüftungssystemen ausgestattet. Auf dem A-Deck befanden sich die geräumigen und komfortabel eingerichteten Aufenthaltsräume der Ersten Klasse, darunter die Lounge, die Bibliothek, der Schreibsalon und der Rauchsalon. Auf dem oberen Promenadendeck fand man außerdem das Verandacafé und den Gymnastikraum. Der Speisesaal der Ersten Klasse erstreckte sich über die gesamte Schiffsbreite und wurde von einer Kuppel gekrönt. In den beiden Kesselräumen fanden sich sechs Doppelenderkessel und vier Einenderkessel. Bei den Probefahrten auf dem Clyde am 16. März 1914 erzielte sie eine Höchstgeschwindigkeit von 21,25 Knoten. Am 8. Mai 1914 lief die Calgarian in Liverpool zu ihrer Jungfernfahrt nach Quebec aus.

## Hilfskreuzer und Versenkung
Wegen des dämmernden Krieges war ihre Zeit als Passagierschiff aber nur sehr kurz. Bereits am 25. August 1914, kurz nach dem Ausbruch des Ersten Weltkriegs, legte die Calgarian zur fünften und letzten Fahrt auf ihrer Nordatlantikroute ab.
Am 15. September 1914 wurde sie von der Royal Navy beschlagnahmt und anschließend in einen Armed Merchant Cruiser (bewaffneten Hilfskreuzer) umgebaut. Sie diente als Flaggschiff der 10th Cruiser Squadron, dem auch ihr Schwesterschiff Alsatian angehörte. Sie wurde für die Blockade von Lissabon und New York eingesetzt, um das Auslaufen von Handelsschiffen der Mittelmächte zu unterbinden. Als die Allan Line 1917 von der Canadian Pacific Steamship Company übernommen wurde, ging die Calgarian automatisch in deren Flotte über.
Am 1. März 1918 wurde die Calgarian vor der Insel Rathlin an der nordirischen Küste auf der Position 55° 25′ N, 6° 15′ W von dem deutschen U-Boot U 19 (Kapitänleutnant Johannes Spieß) mit drei Torpedos versenkt. Sie begleitete einen Konvoi von insgesamt 30 Schiffen unter dem Kommando von Kapitän R. A. Newton in den Nordkanal. Zwei Offiziere und 47 weitere Besatzungsmitglieder kamen ums Leben. Die Calgarian war das größte und bei Weitem prominenteste Schiff, das von U 19 versenkt wurde. Sie war außerdem eines der größten im Ersten Weltkrieg versenkten Handelsschiffe.